# Portada/article abril 17

## Llaunes de sopa Campbell's
Llaunes de sopa Campbell's (originalment en anglès Campbell's Soup Cans), també coneguda com a 32 llaunes de sopa Campbell's, és una obra d'art produïda el 1962 per l'artista nord-americà Andy Warhol. Consisteix en trenta-dos llenços, cadascun de 50,8 cm d'alçada i 40,6 cm d'amplada, en els quals hi ha pintada una llauna de sopa Campbell's que reprodueix cadascuna de les varietats de sopa enllaunada que la companyia oferia en aquella època. El suport de Campbell's Soup Cans respecte dels temes de cultura popular va ajudar l'art pop a instal·lar-se com un moviment artístic de transcendència.
Per a Warhol, pintor i director de cinema, aquesta obra va constituir la seva primera exposició individual en una galeria d'art com a artista professional. L'obra, exposada per primera vegada a la galeria Ferus de Los Angeles, va marcar el debut de l'art pop a la costa oest dels Estats Units.